# As-Saika
As-Saika (àrab: منظمة الصاعقة, Munaẓẓama aṣ-Ṣāʿiqa, ‘Organització del Llamp’) és una milícia armada i un grup polític palestí que roman actiu en els camps de refugiats palestins a Síria. As-Saika està organitzada en dues meitats, una branca militar i una branca política, però no hi ha molta diferència en el nivell organitzatiu de les dues, encara que el nivell d'organització de la secció militar és més gran. L'objectiu del grup As-Saika és controlar els territoris palestins, per a formar un estat pan-àrab governat pel Partit Baas Àrab i Socialista sirià. La milícia As-Saika va ser creada pel govern baasista de Síria en 1966, quan Salah Yadid era el president sirià.
El grup As-Saika defensa la creació d'un estat socialista en Palestina, amb drets iguals per a tots els ciutadans del país. Addicionalment, As-Saika defensa les ideologies del panarabismo i el baasisme, a l'Iraq i a Síria, això significa que tots els països àrabs, des del Marroc fins a l'Iraq, han d'unir-se per formar un mega-estat pan-àrab, i obtenir un poder internacional sense precedents capaç de competir amb les potències imperialistes occidentals. As-Saika creu que l'Estat de Palestina és una part integrant inseparable de la nació siriana, i que el poble palestí ha d'unir-se amb els seus germans i veïns de la nació siriana, per fer possible l'alliberament de la nació de Palestina. En resposta a la pregunta de si és possible negociar un final pacífic per al conflicte àrab-israelià, As-Saika coincideix amb els grups del Front del Rebuig, i amb els gihadistes de Hamàs i la Yihad Islàmica, i respon a això que la solució al conflicte tan sols és possible mitjançant la lluita armada. Solament mitjançant la lluita militar, i amb molts sacrificis, els combatents palestins podran alliberar la nació de Palestina.

## Història del grup

### Segle XX

#### Dècada de 1960
Durant els anys 60 del segle xx, diversos grups palestins com Al-Fatah i l'OAP es van crear i van desenvolupar en els camps de refugiats palestins de Jordània, el Líban, i Egipte. En aquella època, cada estat àrab volia tenir la major influència en el si d'aquests grups, com una manera d'obtenir el suport de l'opinió pública als països àrabs. Entre els polítics àrabs que van oferir el seu suport a aquestes organitzacions cal assenyalar: al President d'Egipte Gamal Abdel Nasser, al Rei Huséin I de Jordània, i al President de Síria Salah Jadid.
El grup As-Saika va ser creat com a part d'un programa del govern sirià per convertir als refugiats palestins que vivien a Síria en els futurs soldats del Partit Baaz Àrab i Socialista Sirià. Els oficials sirians oferien entrenament i instrucció militar als combatents palestins desitjosos de lluitar per Palestina contra l'Estat sionista-imperialista d'Israel. Davant l'agressió imperialista israeliana en la Guerra dels Sis Dies en 1967, i el consegüent ascens gradual del líder palestí Yasir Arafat al lloc de cap de l'Organització per a l'Alliberament de Palestina (OAP), el president sirià Salah Jadid va decidir fundar un grup perquè aquest representés els interessos del règim baasista sirià dins l'organització.

#### Dècada de 1970
En 1970, mitjançant un cop militar, Hafez al-Àssad es va auto-proclamar president de Síria, i va eliminar a tots els dirigents que havien recolzat a l'ex-president Jadid. El nou cap d'As-Saika es deia Zuheir Mohsen, era un militant baasista que va escapar de Jordània durant el Setembre Negre, un conflicte entre l'OAP i les Forces armades jordanes.
As-Saika era una organització més pro-siriana que no pas pro-palestina, i en 1976 va lluitar pels interessos sirians al Líban durant la Guerra Civil Libanesa. La lleialtat de Muhsin per Assad va ser provada quan el seu Exèrcit va lluitar contra els combatents de l'OAP que, segons creia Assad, amenaçaven el seu control sobre el Líban. Muhsin va ser assassinat en 1979.
As-Saika va portar a terme menys atacs que al-Fatah o el Front Popular (FPLP), però tanmateix va dur a terme dues accions molt importants. L'ocupació de l'ambaixada d'Egipte a Turquia en 1979, com a resposta als Acords de Pau de Camp David, i el segrest d'un tren que anava de la URSS cap a Àustria amb refugiats jueus russos, que volien emigrar a Israel, en 1973.
En la dècada de 1970, As-Saika va lluitar contra Arafat pel control de l'OAP, i va haver-hi moltes lluites en els camps, però Arafat va sobreviure als atemptats contra la seva vida. As-Saika és un dels grups més extremistes que es van unir en 1974 per formar el Front del rebuig contra el Programa dels Deu Punts (excepte Fatah-CR).
Durant la Guerra Civil del Líban, As-Saika sempre va recolzar al bàndol pro-sirià. Al començament del conflicte va recolzar a l'OLP i a les milícies musulmanes libaneses, després els sirians van fer un pacte amb els cristians per por que hi hagués un alçament islàmic a Síria i aquest cop comptés amb el suport d'alguns grups sunnites del Líban. Assad, un musulmà alauita, no podia acceptar un estat islàmic governat pels seus rivals els sunnites.
Els pro-sirians, van crear As-Saika com la secció palestina del Partit Baaz Àrab i Socialista. Els dos primers caps del grup van ser Yusuf Zuayun i Mahmud al-Muayta, els dos no tenien gaire poder, i van ser usats per defensar els interessos polítics del President Yadid, contra el Ministre de Defensa Hafez al-Assad. Els objectius d'As-Saika eren clars: deposar Yasser Arafat com a cap de l'OAP i, per tant, del moviment d'alliberament nacional palestí, i també a Hussein I com a Rei de Jordània. Sota el control d'un líder dur com Assad, Muhsin va creure que el món àrab podia ser unificat.

#### Dècada de 1980
En la dècada de 1980 Arafat es va afermar com a cap de l'OAP. Cada vegada que els israelians atacaven a les forces de l'OAP, Arafat es feia més popular, i aconseguia el suport de més refugiats palestins i de més civils palestins, a la Franja de Gaza i a Cisjordània, amb el que anava disminuint la importància del grup pro-sirià As-Saika.
També disminuïa la popularitat d'Assad entre els palestins, com a resposta davant de les seves activitats al Líban, que van causar la mort de molts refugiats, especialment durant la Guerra dels Campaments, entre 1985 i 1986. Aquell conflicte va ser entre una aliança de grups terroristes oposats a Arafat, contra aquells que el recolzaven.
Sota el comandament del Coronel Said Muragha, un ex-combatent de Fatah que va formar el grup Fatah al-Intifada, les forces pro-sirianes com a As-Saika i la FPLP-CG van tractar de matar a Arafat i als seus ajudants, però van fracassar perquè els pro-sirians, les milícies falangistes libaneses, i les FDI, van cometre moltes atrocitats, incloent l'ocupació de la meitat oest de Beirut, i la matança dels camps de refugiats palestins de Sabra, Xatila, i Burj el-Barajneh. El successor de Muhsen, Isam al-Qadi, va coordinar les accions militars de les seves tropes conjuntament amb el president sirià Hafez al-Àssad.
En 1983 (durant la Guerra dels Campaments), As-Saika i altres grups radicals van lluitar a favor del règim sirià, i en contra el líder palestí Yasir Arafat, el cap militar i polític de l'Organització per a l'Alliberament de Palestina (OLP). En cada ocasió, Arafat va aconseguir escapar, i es va posar a resguard dels seus perseguidors. A causa del seu intent per acabar amb Arafat, els baasistes sirians es van guanyar l'antipatia d'una part important del poble palestí.

#### Dècada de 1990
Després de la guerra civil libanesa en 1991, i la signatura dels acords de pau d'Oslo, va acabar l'època en la qual As-Saika era un grup important. Des de 1999, la major part dels grups que formaven part del Front del rebuig, van acceptar negociar amb l'estat sionista d'Israel, però no ho van fer així els grups: As-Saika, Fatah-CR, el Front Popular per a l'Alliberament de Palestina - Comandament General (FPLP-CG), a més d'alguns altres grups més petits i no tan importants. As-Saika actualment no té molts suports, però roman actiu a Síria, sota el control del govern baasista del president sirià Baixar al-Àssad. As-Saika té aliances amb el Front Popular per a l'Alliberament de Palestina - Comandament General (FPLP-CG), els gihadistes d'Hamàs, i el Gihad islàmic palestí. La major part dels atacs realitzats pel grup As-Saika, han estat dirigits contra objectius situats en l'estat sionista-imperialista d'Israel, i han estat efectuats a través de les fronteres terrestres existents entre les nacions de Síria i Israel, i entre el Líban i l'Estat d'Israel. El grup As-Saika no ha dut a terme segrestos d'aeronaus, a diferència d'altres grups de la resistència palestina com el Front Popular per a l'Alliberament de Palestina (FPLP).

### Segle XXI
As-Saika no té ja poder entre la comunitat palestina a l'exili, excepte en els camps de refugiats de Síria i el Líban, i fins i tot en aquest darrer país, el grup va quedar molt afeblit després de la sortida del país de l'Exèrcit Àrab Sirià en 2005.